# 奧爾斯黑德 (緬因州)
奧爾斯黑德（英語：Owls Head）是一個位於美國緬因州諾克斯縣的鎮。

## 人口
根據2020年美國人口普查的數據，奧爾斯黑德的面積為50.79平方千米，當中陸地面積為23.00平方千米，而水域面積為27.79平方千米。當地共有人口1504人，而人口密度為每平方千米30人。